# Монастырь Мюнхаурах
Монастырь Мюнхаурах (нем. Kloster Münchaurach) — бывший бенедиктинский монастырь, располагавшийся на территории баварской общины Аурахталь. Монастырь, впервые упоминавшийся в документах 1139 года, был основан пфальцграфом Германом фон Шталеком и его отцом Госвином; здание было освящено в честь Святого Петра; монастырь был разрушен во время Крестьянской войны и восстановлен в 1528 году — но распущен уже в 1532. Сегодня здания бывшего монастыря используются местной евангелическо-лютеранской общиной.